# علي الكعبي
علي الكعبي (و. 15 نوفمبر 1953) هو لاعب كرة قدم تونسي شارك في كأس العالم لكرة القدم 1978. سجل أول هدف لتونس في بطولة كاس العالم على الإطلاق، وذلك أمام منتخب المكسيك في المباراة التي انتهت بفوز تونس بنتيجة 3-1. وهي أول مباراة تشهد فوز منتخب أفريقي في بطولة كأس العالم.

## روابط خارجية
- علي الكعبي على موقع الاتحاد الدولي (مؤرشف)  (الإنجليزية)
- علي الكعبي على موقع قاعدة بيانات كرة القدم.إي يو (الإنجليزية)
- علي الكعبي على موقع ناشيونال فوتبول تيمز (الإنجليزية)
- علي الكعبي على موقع عالم كرة القدم.نت (الإنجليزية)